# No-grupo
No-grupo fue un colectivo mexicano de arte contemporáneo activo de 1977 a 1983, en el que participaron, entre otros artistas Maris Bustamante, Melquiades Herrera, Alfredo Núñez y Rubén Valencia. Innovaron en la escena artística mexicana al involucrar al público en lo que Bustamante denominó Montajes de Momentos Plásticos, es decir, performance. También realizaron arte al que denominaban no objetual —influenciados por Juan Acha— video, instalaciones, arte correo, fotografía y carteles, además de que toda la comunicación para sus presentaciones era conceptual y apegada a sus ideas renovadoras.
Formaron parte de una corriente a finales de los setenta que inició la propuesta de creaciones artísticas no sujetas estrictamente a las bellas artes, entre los que se contaron las agrupaciones "Tepito Arte Acá, Proceso Pentágono, Mira, Suma, Germinal, Taller de Arte e Ideología, Peyote y la compañía, Taller de Investigación Plástica y Fotógrafos Independientes".

## Historia
El colectivo surgió tras reuniones en la casa del escultur Hersúa. Si bien en un inicio fueron muchos artistas quienes integraron el No-grupo, fueron definitivos Maris Bustamante -egresada de la Escuela Nacional de Pintura, Escultura y Grabado "La Esmeralda", Melquíades Herrera, Alfredo Núñez y Rubén Valencia - egresados de la Academia Nacional de San Carlos.
El No-grupo defendió e impulsó en su obra la realización de actividades artísticas como el performance, la instalación o la ambientación, los cuales no gozaban de popularidad en México y eran además criticados e incluso increpados de manera violenta en sus presentaciones. A su labor vanguardista incorporaron de forma permanente la crítica y el humor tanto a la situación social de entonces como al propio establishment artístico nacional. En algunos de estos actos motivaban la participación del público entregándoles pequeños objetos artísticos para la interacción, o presentaban proyectos transdisciplinares con fotografía, video y performance. Participaron en el Primer Coloquio de Arte No Objetual, realizado en 1981 en el Museo de Arte Moderno de Medellín y coordinado por Juan Acha, en quienes el colectivo reconoció una influencia. Participaron en muestras artísticas en las ciudades de México —en el Museo de Arte Moderno y en el Universitario del Chopo—, París, Medellín, Los Ángeles y Sao Paulo.
Luego de la muestra La Muerte del performance realizada en el Museo de Arte Moderno de la capital mexicana, en 1983, el grupo decidió separarse.